# Liste de logiciels de mathématiques
Cette liste présente les principaux logiciels utilisés en mathématiques.

## Logiciels decalcul formel
- Maxima (libre)
- Maple
- Mathematica
- MuPAD
- PARI/GP (libre)
- SageMath (libre)
- Xcas (libre)
- MenuMath (gratuit)

## Logiciels decalcul numérique
- IMSL
- Mathcad
- Matheass (partagiciel)
- Mathematica
- Matlab
- ocamlmath  (libre)
- GNU Octave (libre)
- Scilab (libre)
- NumPy (libre)
- Tanagra (libre)
- SMath (en)[1]

## Logiciels destatistiques
- JMP (logiciel de SAS)
- Minitab
- SAS
- SPAD
- SPSS
- Stata
- Statview
- Visual Statistics
- XLSTAT
- R (libre)

...

## Logiciels dedessin vectoriel
- Inkscape (libre)
- Asymptote (libre)
- OpenOffice.org Draw (libre)

## Logiciels degéométrie dynamique
- Cabri (historiquement le 1er logiciel de géométrie dynamique, aujourd'hui étendu au-delà de la géométrie : Cabri II Plus, Cabri 3D, CLM)
- CaRMetal (libre)
- Cinderella (logiciel) (multiplateforme)
- The Geometer's Sketchapad (un autre classique)
- DrGeo (libre)
- Geogebra (libre)
- GEONExT (libre)
- Géométrix (libre)
- GéoPlan-GéoSpace
- TracenPoche (libre)

## Logiciels detraitement de texteadapté aux mathématiques
- LaTeX (libre)
- LyX (libre)
- OpenOffice.org Math (libre)
- MathEOS (libre)
- LibreOffice Math